# Triuridaceae
Triuridaceae je čeleď jednoděložných rostlin z řádu pandánotvaré (Pandanales). Některé starší taxonomické systémy ji řadily do samostatného řádu Triuridales. Jsou to nezelené, většinou drobné, saprofytní byliny s redukovanými listy a drobnými květy, vyživující se pomocí mykorhizy. Čeleď zahrnuje asi 50 druhů v 9 rodech a je roztroušeně zastoupena v tropech všech kontinentů. Nejvíce druhů se vyskytuje v tropické Americe a jihovýchodní Asii.

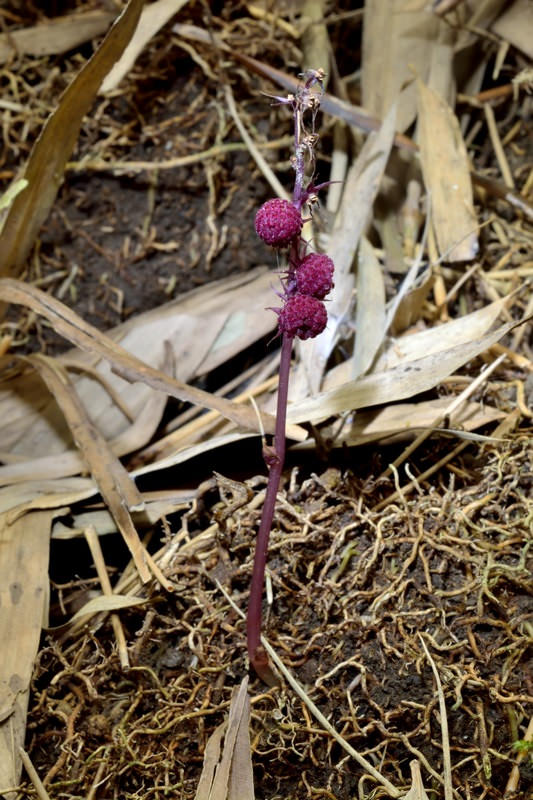
Sciaphila secundiflora

## Popis
Zástupci čeledi Triuridaceae jsou drobné nezelené saprofytní byliny. Nejčastěji jsou rezavě, purpurově nebo žlutě zbarvené. Stonek je jednoduchý nebo větvený. Cévní svazky jsou málo diferenciované. Oddenky jsou podzemní, plazivé nebo řidčeji vzpřímené, pokryté šupinovitými listy. Rostliny většinou dorůstají výšky 2 až 30 cm, druh Sciaphila purpurea může být vysoký až 1,4 metru. Listy jsou silně redukované, šupinovité, přisedlé, jen 1 až 2 mm dlouhé, na stonku obvykle roztroušené a spirálně uspořádané. Na listech nejsou průduchy. Rostliny jsou jednodomé nebo dvoudomé. Květy jsou pravidelné, drobné, většinou jednopohlavné, uspořádané ve vrcholových hroznech nebo řidčeji ve vrcholících. Samčí květy bývají umístěné v horní části květenství. Okvětí se nejčastěji skládá ze 3 nebo 6 (resp. 4 až 10) nerozlišených okvětních lístků. Okvětní lístky jsou trojúhelníkovité, na bázi srostlé, na vnitřní straně někdy pokryté papilami. Na konci mohou být vousaté, zakončené knoflíkovitou žlázkou nebo opatřené dlouhým přívěskem. Tyčinky jsou 3, případně 2 nebo 6, přirostlé k okvětí nebo k bázi češule. Tyčinky buď mají nitky nebo mohou být prašníky přisedlé. U rodu Triuris je vyvinut androfor. Gyneceum je apokarpní, svrchní, tvořené 10 až mnoha volnými plodolisty, zanořené v receptákulu. V každém plodolistu je jediné vajíčko. Čnělka je vrcholová nebo postranní. Rod Lacandonia má oboupohlavné květy se stavbou, která je v rámci rostlinné říše unikátní - ve středu květu jsou 3 tyčinky, obklopené volnými pestíky apokarpního gynecea. Plodem je souplodí jednosemenných nažek nebo měchýřků.

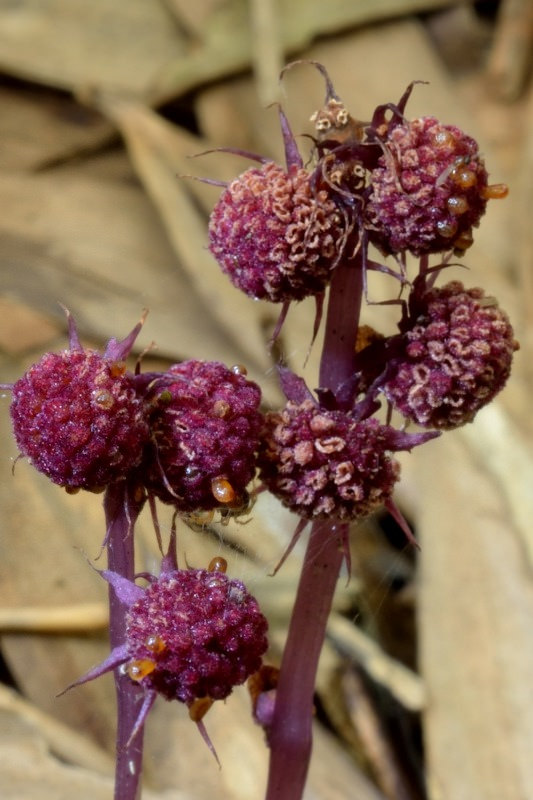
Plodenství Sciaphila secundiflora
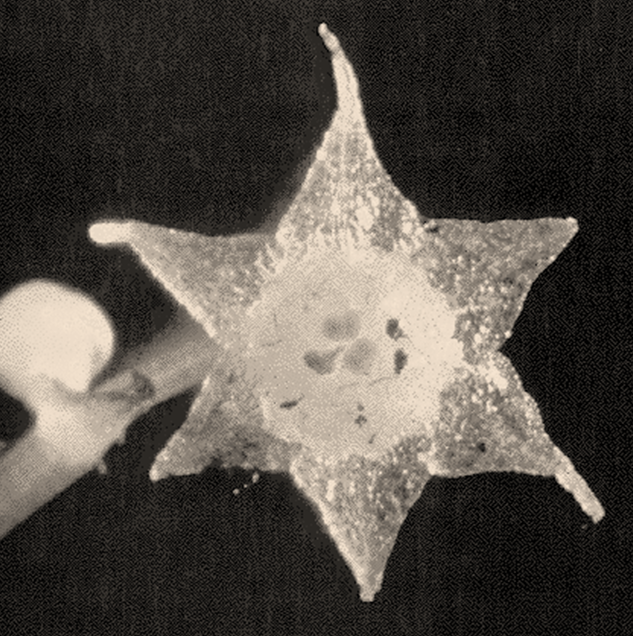
Květ Lacandonia schismatica

## Rozšíření
Čeleď Triuridaceae zahrnuje asi 50 druhů v 9 rodech. Největší rody jsou Sciaphila (37 druhů), Triuris a Seychellaria (obojí 4 druhy). Ostatní rody mají jen 1 nebo 2 druhy.
Triuridaceae jsou zastoupeny roztroušeně v tropech všech kontinentů. Největší areál výskytu má rod Sciaphila, rozšířený zejména na ostrovech jihovýchodní Asie, ve Střední Americe a na severu Jižní Ameriky, lokálně také v oblasti Guinejského zálivu v Západní Africe, v kontinentální tropické Asii (Thajsko, Assam) a v australském Queenslandu. V Japonsku a na Boninských ostrovech přesahuje do subtropů. Dva druhy rodu Seychellaria jsou endemity Madagaskaru, druh S. thomassettii roste na Seychelských ostrovech, druh S. africana byl popsán v roce 1982 z Tanzanie. Všechny ostatní rody a druhy jsou svým výskytem omezeny na tropickou Ameriku, kde roste dohromady asi 16 druhů v 8 rodech. Areál rozšíření čeledi zde sahá od Mexika po Peru a Brazílii.
Převážná většina zástupců Triuridaceae roste ve stinném podrostu nížinných tropických deštných lesů. Některé druhy rodu Sciaphila vystupují v jihovýchodní Asii do nadmořských výšek přes 1200 metrů.

## Ekologické interakce
Triuridaceae jsou nezelené byliny s redukovanými kořeny, vyživující se saprofytně (přesněji mykoheterotrofně) pomocí endotrofní mykorhizy. Často také rostou pospolu s jinými saprofyty, v tropické Asii zejména z čeledí Burmanniaceae, vstavačovité a vítodovité (rod Epirixanthes). O způsobech opylování a šíření semen je známo málo, předpokládá se, že květy jsou opylovány hmyzem.
Některé druhy rodu Sciaphila (S. purpurea v tropické Americe a S. arfakiana v Australasii) rostou na termitištích.

## Taxonomie
V klasických botanických systémech byla čeleď Triuridaceae řazena vesměs do samostatného řádu Triuridales. Cronquist a Dahlgren řadili tento řád do příbuzenstva čeledí dnešního řádu Alismatales. Cronquist i Tachtadžjan kladli Triuridaceae do blízké příbuznosti s čeledí Petrosaviaceae. V první verzi systému APG z roku 1998 byla čeleď Triuridaceae ponechána nezařazená do řádu v rámci jednoděložných rostlin, v aktualizaci tohoto systému z roku 2003 (systém APG II) je již zařazena do řádu Pandanales.

## Význam
Není známo žádné využití.

## Přehled rodů
Kihansia,
Kupea,
Lacandonia,
Peltophyllum,
Sciaphila (včetně Andruris),
Seychellaria,
Soridium,
Triuridopsis
Triuris